# Campeonato Mundial de Gimnasia Artística de 2019
El XLIX Campeonato Mundial de Gimnasia Artística se celebró en Stuttgart (Alemania) entre el 4 y el 13 de octubre de 2019 bajo la organización de la Federación Internacional de Gimnasia (FIG) y la Federación Alemana de Gimnasia.
Las competiciones se realizaron en el Pabellón Hanns Martin Schleyer de la ciudad alemana.

## Programa
| ● | Clasificación | ● | Finales |

| Oct de 2019            | Vi 04 | Sá 05 | Do 06 | Lu 07 | Ma 08 | Mi 09 | Ju 10 | Vi 11 | Sá 12 | Do 13 |
| ---------------------- | ----- | ----- | ----- | ----- | ----- | ----- | ----- | ----- | ----- | ----- |
| Clasificación          |       |       | ●     | ●     |       |       |       |       |       |       |
| Equipo                 |       |       |       |       |       | ●     |       |       |       |       |
| Concurso completo ind. |       |       |       |       |       |       |       | ●     |       |       |
| Suelo                  |       |       |       |       |       |       |       |       | ●     |       |
| Caballo con arcos      |       |       |       |       |       |       |       |       | ●     |       |
| Anillas                |       |       |       |       |       |       |       |       | ●     |       |
| Salto                  |       |       |       |       |       |       |       |       |       | ●     |
| Paralelas              |       |       |       |       |       |       |       |       |       | ●     |
| Barra fija             |       |       |       |       |       |       |       |       |       | ●     |

| Oct de 2019            | Vi 04 | Sá 05 | Do 06 | Lu 07 | Ma 08 | Mi 09 | Ju 10 | Vi 11 | Sá 12 | Do 13 |
| ---------------------- | ----- | ----- | ----- | ----- | ----- | ----- | ----- | ----- | ----- | ----- |
| Clasificación          | ●     | ●     |       |       |       |       |       |       |       |       |
| Equipo                 |       |       |       |       | ●     |       |       |       |       |       |
| Concurso completo ind. |       |       |       |       |       |       | ●     |       |       |       |
| Salto                  |       |       |       |       |       |       |       |       | ●     |       |
| Asimétricas            |       |       |       |       |       |       |       |       | ●     |       |
| Barra de equilibrio    |       |       |       |       |       |       |       |       |       | ●     |
| Suelo                  |       |       |       |       |       |       |       |       |       | ●     |

## Resultados

### Masculino
| Evento                         | Oro | Plata                                                                  | Bronce                                                                                |
| ------------------------------ | --- | ---------------------------------------------------------------------- | ------------------------------------------------------------------------------------- |
| Concurso completo ind. (11.10) | Nikita Nagorny · Rusia · 88,772 pts.                                                                    | Artur Dalaloyan · Rusia · 87,165 pts.                                  | Oleh Verniayev · Ucrania · 86,973 pts.                                                |
| Suelo (12.10)                  | Carlos Yulo Filipinas 15,300                                                                            | Artiom Dolgopiat Israel 15,200                                         | Xiao Ruoteng China 14,933                                                             |
| Caballo con arcos (12.10)      | Max Whitlock Reino Unido 15,500                                                                         | Lee Chih-Kai China Taipéi 15,433                                       | Rhys McClenaghan Irlanda 15,400                                                       |
| Anillas (12.10)                | İbrahim Çolak Turquía 14,933                                                                            | Marco Lodadio · Italia · 14,900                                        | Samir Aït Saïd Francia 14,800                                                         |
| Salto de potro (13.10)         | Nikita Nagorny · Rusia · 14,966                                                                         | Artur Dalaloyan · Rusia · 14,933                                       | Ihor Radivilov · Ucrania · 14,749                                                     |
| Paralelas (13.10)              | Joe Fraser Reino Unido 15,000                                                                           | Ahmet Önder Turquía 14,983                                             | Kazuma Kaya Japón 14,966                                                              |
| Barra fija (13.10)             | Arthur Mariano · Brasil · 14,900                                                                        | Tin Srbić · Croacia · 14,666                                           | Artur Dalaloyan · Rusia · 14,533                                                      |
| Concurso por equipos (09.10)   | Rusia · Denis Abliazin · David Beliavski · Artur Dalaloyan · Nikita Nagorny · Ivan Stretovich · 261,726 | China Deng Shudi Lin Chaopan Sun Wei Xiao Ruoteng Zou Jingyuan 260,729 | Japón Daiki Hashimoto Yuya Kamoto Kazuma Kaya Kakeru Tanigawa Wataru Tanigawa 258,159 |

### Femenino
| Evento                         | Oro                                                                                  | Plata | Bronce                                                                                             |
| ------------------------------ | ------------------------------------------------------------------------------------ | --- | -------------------------------------------------------------------------------------------------- |
| Concurso completo ind. (10.10) | Simone Biles Estados Unidos 58,999 pts.                                              | Tang Xijing China 56,899 pts.                                                                                               | Anguelina Melnikova · Rusia · 56,399 pts.                                                          |
| Suelo (13.10)                  | Simone Biles Estados Unidos 15,133                                                   | Sunisa Lee Estados Unidos 14,133                                                                                            | Anguelina Melnikova · Rusia · 14,066                                                               |
| Salto de potro (12.10)         | Simone Biles Estados Unidos 15,399                                                   | Jade Carey Estados Unidos 14,833                                                                                            | Elissa Downie Reino Unido 14,816                                                                   |
| Barras asimétricas (12.10)     | Nina Derwael · Bélgica · 15,233                                                      | Rebecca Downie Reino Unido 15,000                                                                                           | Sunisa Lee Estados Unidos 14,800                                                                   |
| Barra (13.10)                  | Simone Biles Estados Unidos 15,066                                                   | Liu Tingting China 14,433                                                                                                   | Li Shijia China 14,300                                                                             |
| Concurso por equipos (08.10)   | Estados Unidos Simone Biles Jade Carey Kara Eaker Sunisa Lee Grace Mc Callum 172,330 | Rusia · Anastasiya Agafonova · Liliya Ajaimova · Anguelina Melnikova · Alexandra Shchekoldina · Daria Spiridonova · 166,529 | Italia · Desirée Carofiglio · Alice D'Amato · Asia D'Amato · Elisa Iorio · Giorgia Villa · 164,796 |

## Medallero
| Núm. | País           | Oro | Plata | Bronce | Total |
| ---- | -------------- | --- | ----- | ------ | ----- |
| 1    | Estados Unidos | 5   | 2     | 1      | 8     |
| 2    | Rusia          | 3   | 3     | 3      | 9     |
| 3    | Reino Unido    | 2   | 1     | 1      | 4     |
| 4    | Turquía        | 1   | 1     | 0      | 2     |
| 5    | Bélgica        | 1   | 0     | 0      | 1     |
| 5    | Brasil         | 1   | 0     | 0      | 1     |
| 5    | Filipinas      | 1   | 0     | 0      | 1     |
| 8    | China          | 0   | 3     | 2      | 5     |
| 9    | Italia         | 0   | 1     | 1      | 2     |
| 10   | China Taipéi   | 0   | 1     | 0      | 1     |
| 10   | Croacia        | 0   | 1     | 0      | 1     |
| 10   | Israel         | 0   | 1     | 0      | 1     |
| 13   | Japón          | 0   | 0     | 2      | 2     |
| 13   | Ucrania        | 0   | 0     | 2      | 2     |
| 15   | Francia        | 0   | 0     | 1      | 1     |
| 15   | Irlanda        | 0   | 0     | 1      | 1     |
|      | TOTAL          | 14  | 14    | 14     | 42    |